# Šimocuki
Šimocuki (japonsky 霜月) byl sedmý torpédoborec třídy Akizuki během druhé světové války.

## Popis
Třída Akizuki byla původně navržena jako třída protiletadlových doprovodných plavidel, s hlavní výzbrojí osmi 100 mm děl.
Lodní kýl byl položen 6. července 1942 v loděnicích Micubiši v Nagasaki a loď vstoupila do služby 31. března 1944.
Dne 25. listopadu 1944 byl torpédován a potopen ponorkou USS Cavalla na 350 km východo-severovýchodně od Singapuru.